# 109 (Poèmes électro)
Pour les articles homonymes, voir 109 (homonymie).
Albums de CharlÉlie Couture
Soudé soudés
(1999) Double vue
(2004)
109 (Poèmes électro) est un album de CharlÉlie Couture sorti en 2001.

## Liste des titres de l'album
Toutes les chansons sont écrites et composées par CharlÉlie Couture, sauf mention contraire.
| No  | Titre                              | Auteur                                      | Durée |
| --- | ---------------------------------- | ------------------------------------------- | ----- |
| 1.  | On aurait pu s'aimer si            |                                             | 3:50  |
| 2.  | Je m'attache à toi                 |                                             | 3:52  |
| 3.  | She's a man                        |                                             | 4:32  |
| 4.  | Mardi matin vers 9 heures 20       |                                             | 4:28  |
| 5.  | Sang neuf                          | CharlÉlie Couture/Bams - CharlÉlie Couture  | 3:27  |
| 6.  | Elle se replie                     |                                             | 3:47  |
| 7.  | Gimme a call on 69                 |                                             | 4:36  |
| 8.  | Chambre 229                        |                                             | 4:21  |
| 9.  | Elle tient la carte, elle me guide |                                             | 3:20  |
| 10. | Comme une pièce du puzzle          |                                             | 3:40  |
| 11. | La violence                        | CharlÉlie Couture/Mangu - CharlÉlie Couture | 3:40  |
| 12. | Parle(z) moi d'amour               | Lenoir - CharlÉlie Couture                  | 3:42  |

## Personnel

### Musiciens
- CharlÉlie Couture : chant, pianos, claviers, programmations, guitares rythmiques, illustrations du livret
- Arnaud Dieterlen : batterie
- Dean Sharp : batterie (3)
- Sarah Murcia : contrebasse, guitare basse
- Erik Sanko : guitare basse (3)
- DJ Shalom : scratches
- Alice Botté : guitares, chœurs (5)
- Nico Mingo : guitares
- Vincent Bucher : harmonica
- Catherine de Brouckert : violon
- Daniel Beaussier : clarinette basse (10)
- Denis Guivarc'h : saxophone, arrangements cuivres
- JP Ramirez : trompette
- JM Welch : trombone
- Mangu : chant (11)
- Jasmine : chant (2, 8)
- Bams : chant (5)
- Sandie Morgan : chant (3)
- Bessy Gordon, Sophie Renoir : chœurs
- Shaan & Yamée Couture : chœurs (11)

### Production
- Bruno Dejarnac : Ingénieur du son
- David Felgeirolles : Ingénieur du son
- Luka Blasty Chauvière : Ingénieur du son
- Mike Cyr : Ingénieur du son
- Mario Salvati : Ingénieur du son
- Antoine Brocoli : Mastering DYAM
- B. Scout : Concept, lettering, design livret
- Martial Lorcet : Photos de Charlélie Couture
- Shaan : Photos dans l'atelier
- Atelier Patrix : Réalisation livret
- Jean-Pierre Weiller : Management